# ピオーネ

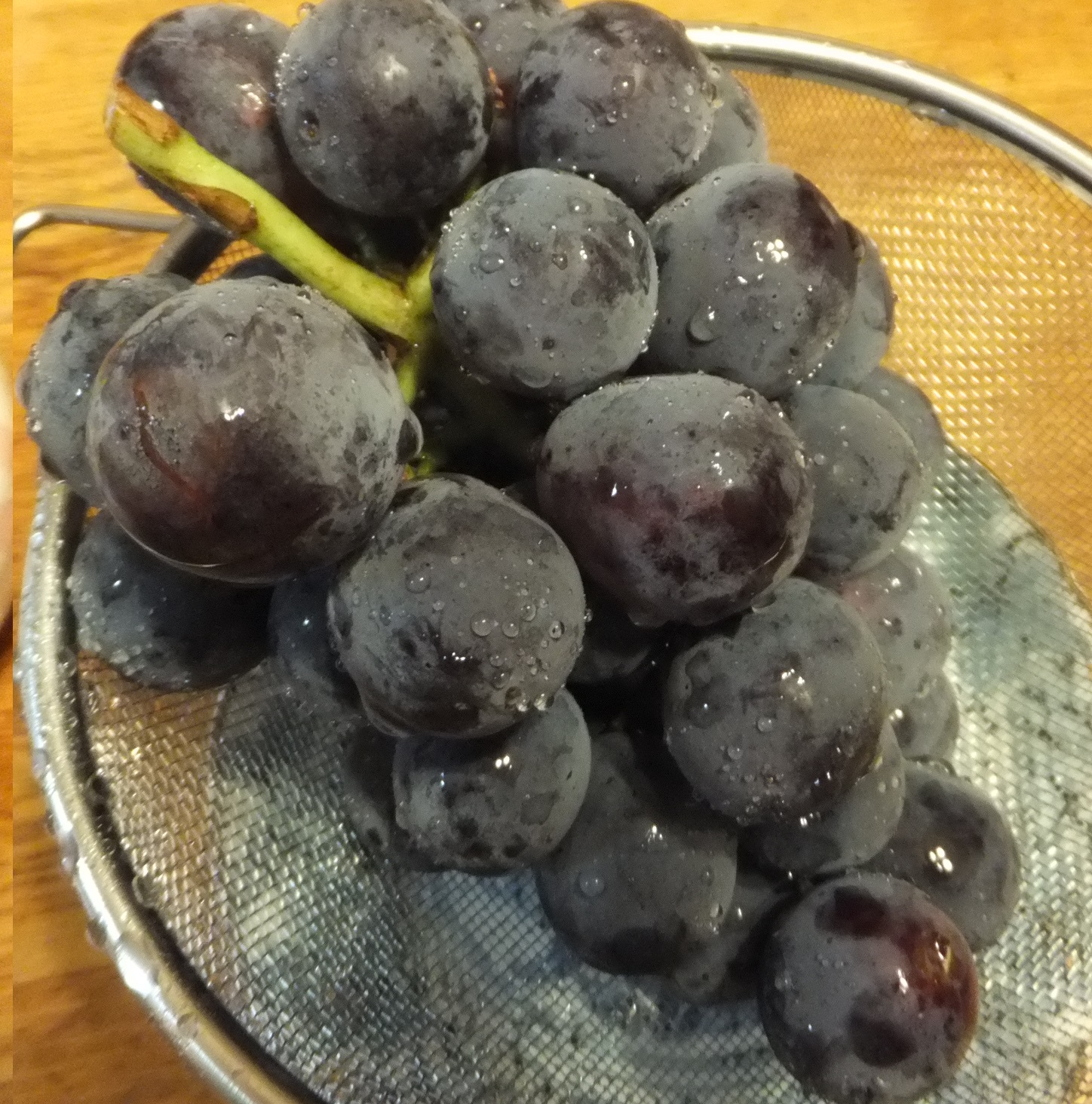
兵庫県三木市で栽培されたピオーネ

ピオーネ（イタリア語: Pione）は、黒葡萄の一種。名前は、「開拓者」という意味のイタリア語に由来する。また、ピヨーネと呼ばれることもある。

## 概要
1957年に、静岡県の井川秀雄が交配し作出された4倍体品種である。巨峰よりも香りが強く、かつ日持ちのよい品種とされている。
従来、巨峰とカノンホールマスカットを掛け合わせた品種であるとされてきたが、「カノンホールマスカット」がピオーネの親である説は九州大学農学部の研究によって否定された。
強い甘みでありながら爽やかな酸味があり、すっきりとした味が特徴。また大粒なのに身が詰まり、果汁が豊富。なお、種無しになるようジベレリン処理し栽培したものはニューピオーネと呼ばれる。
「黒い真珠」と呼ばれ、その色はポリフェノールのひとつであるアントシアニンから出来ており、広島県の三次ピオーネ生産組合は「黒い真珠」を商標登録している。

## 生産
代表的な産地は岡山県、山梨県、長野県、広島県で生産面積は岡山県が一位、山梨県が二位となっている。